# Ring der Europäischen Schmiedestädte

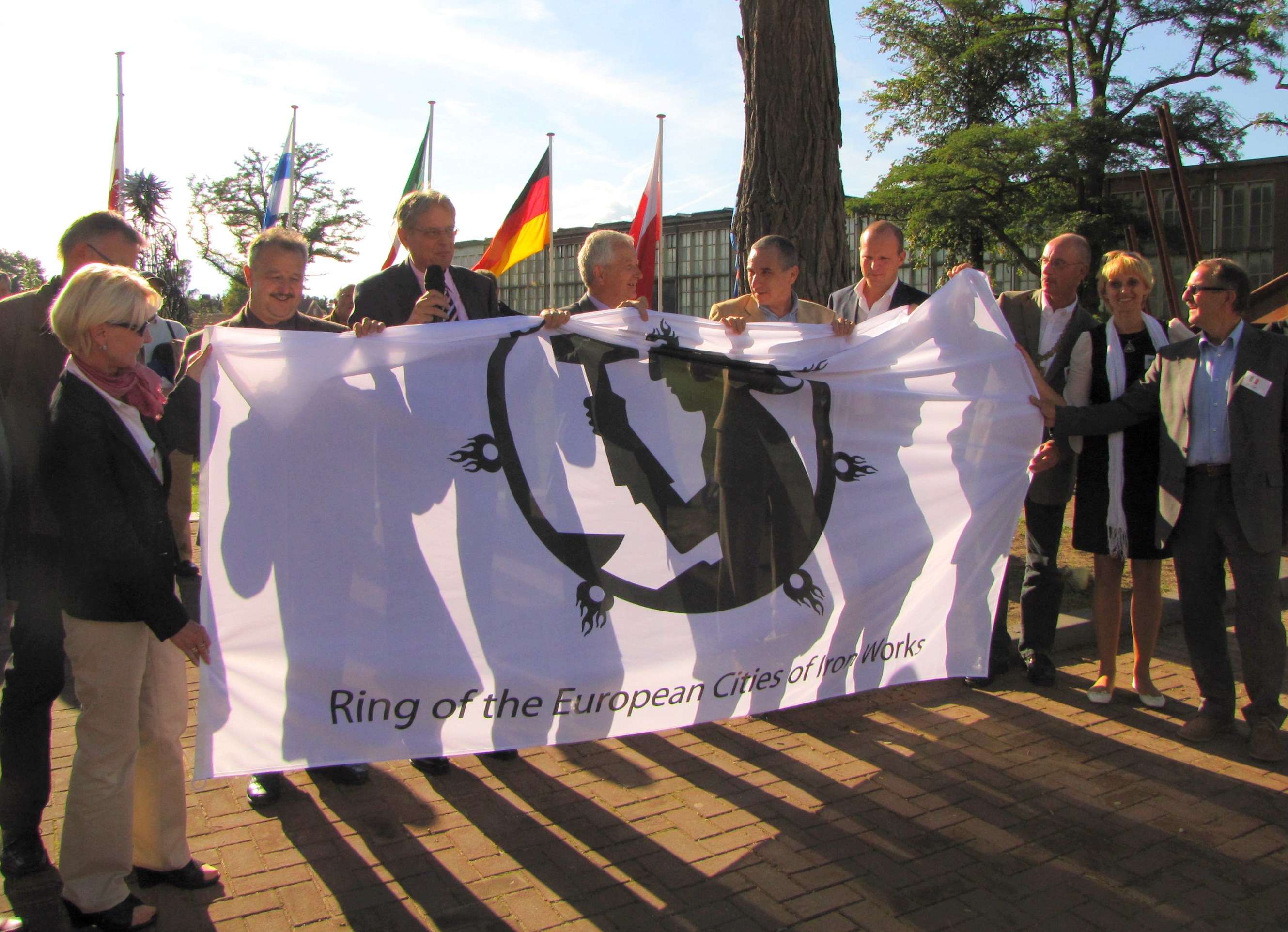
Vertreter der Ringstädte mit Flagge in Oude IJsselstreek, September 2010

Der Ring der Europäischen Schmiedestädte (englisch Ring of the European Cities of Iron Works) ist eine Vereinigung von Städten, deren Geschichte Eisengewinnung und Metallbearbeitung mit einschließt. Sie will die regionale Vielfalt des Schmiedehandwerks fördern und den Mitgliedsstädten Wege zum Stadtmarketing aufzeigen.

## Verein
Der Verein wurde am 16. Juni 2001 gegründet und hat seinen Sitz in Olbernhau, Deutschland. Er soll
- die Bewahrung und Weiterentwicklung der Schmiedekunst unterstützen
- zu einer positiven Darstellung der Metallgestaltung und des Schmiedehandwerks in der Öffentlichkeit beitragen
- Konzepte für die touristische Vermarktung der vorhandenen Einrichtungen wie Schmiedewerkstätten und Museen entwickeln
- die Kommunikation und den Austausch zwischen den Mitgliedern fördern

Wichtigste Arbeitssprachen sind Deutsch und Englisch.

## Mitglieder

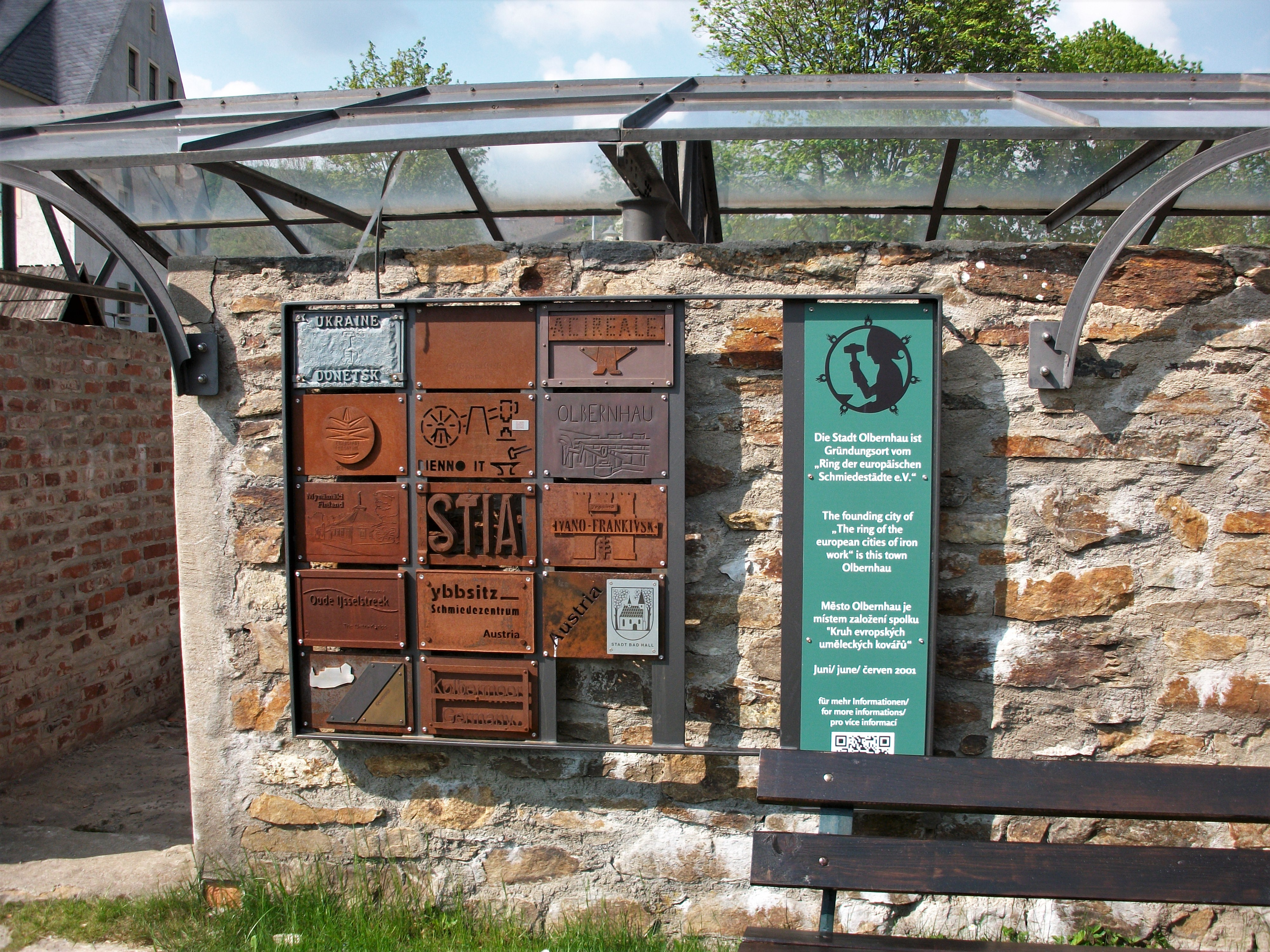
Infotafel Ring der europäischen Schmiedestädte e.V. an der Langen Hütte der Saigerhütte Grünthal in Olbernhau

Mitglieder sind laut Satzung Gemeinden, die in der Vergangenheit oder in der Gegenwart einen starken Bezug zur Metallgestaltung und zum Schmiedehandwerk aufweisen.
Mitglieder sind in:
- Deutschland: Olbernhau, Friesoythe, Kolbermoor und Stolberg (Rheinland)
- Finnland: Mynämäki
- Frankreich: Arles sur Tech
- Italien: Pratovecchio Stia, Bienno und Acireale
- Niederlande: Oude IJsselstreek
- Norwegen: Øvre Eiker
- Österreich: Ybbsitz und Bad Hall
- Spanien: Campdevánol
- Tschechien: Lipník nad Bečvou (siehe dazu auch das „Hefaiston“ auf Burg Helfštýn)
- Ukraine: Donezk und Ivano-Frankivsk